# Sede Rai de Venecia
La Sede RAI de Venecia (en italiano Sede Rai di Venezia) es el centro regional de producción de radio y televisión de RAI en el Véneto.

## Historia
En 1964 la familia propietaria subastó el palacio Labia, que adquirió la RAI, para establecer la sede regional en el Véneto, ente público que realizó obras de restauración, tanto en el edificio como en las obras de arte del interior.

## Programación
- TGR Veneto: todos los informativos regionales se transmiten todos los días de 14:00 a 14:20, 19:30 a 19:55 y 00:10.
- TGR Meteo (en español « TGR Tiempo »): tiempo regional, remplazado por Rai Meteo Regionale el 3 de junio de 2018
- Buongiorno Regione (en español « Buenos días Región »): todos los informativos regionales se emiten todos los días de lunes a viernes de 7:30 a 8:00 horas, no se emite en verano.